# Ali Turan
Ali Turan (Kayseri, 6 september 1983) is een voormalige Turkse verdediger. 

## Clubcarrière
Hij begon in zijn professionele carrière in 2002 bij Kayserispor. In juni 2010 vertrok Turan naar Galatasaray. Na een seizoen daar, speelde hij nog een seizoen bij Antalyaspor, voordat hij vertrok naar Konyaspor waar hij speelde tot het einde van zijn carrière.